# Cerkiew św. Mikołaja w Hoszowie (XVIII wiek)
Cerkiew św. Mikołaja w Hoszowie – nieistniejąca już drewniana greckokatolicka cerkiew, wzniesiona we wsi Hoszów, w roku 1732 lub 1770. 
W całości pokryta gontem. Nad nawą dwukrotnie łamany dach brogowy. Nad babińcem i prezbiterium dachy kalenicowe. Cała świątynia otoczona dachem okapowym. Nad babińcem posiadała dodatkową kaplicę, otoczoną galerią. W sąsiedztwie cerkwi stała drewniana, pokryta gontem dzwonnica.
Cerkiew istniała do lat trzydziestych XX wieku. Z materiału pozyskanego z jej rozbiórki wybudowano we wsi nową cerkiew